# After School Session
After School Session er et album fra maj 1957 af den amerikanske rock and roll-artist Chuck Berry. Albummet, der er Berrys debutalbum, er udgivet på Chess Records. Bortset fra to numre, "Roly Poly" og "Berry Pickin'", havde de øvrige numre alle tidligere udgivet på singler. Albummet var det andet album, som pladeselskabet Chess udgav.

## Indspilning
Sangene på After School Session er fra Berrys fem første sessioner med Leonard og Phil Chess, der fandt sted i Chicago hos Universal Recording Corporation.
"Wee Wee Hours" blev indspillet den 21. maj 1955 på den første session. "Together (We'll Always Be)" blev indspillet i september 1955.
Herefter gennemførtes en session den 20. december 1955, hvor Berry indspillede"Roly Poly" (også kendt som "Rolli Polli"), "No Money Down", "Berry Pickin'" og "Down Bound Train".
Den tredje session fandt sted den 16. april 1956, hvor der blev indspillet "Too Much Monkey Business", "Brown Eyed Handsome Man" og "Drifting Heart". "Havana Moon" blev indspillet den 29. oktober 1956.
Den sidste session fandt sted den 21. januar 1957, hvor Berry indspillede "School days " og "Deep Feeling". 

## Udgivelse
Albummet blev udgivet i maj 1957 på Chess Records, katalog LP 1426. Det er den anden LP, som Chess udgav.
Albummet er siden genudgivet flere gange på LP og CD.

## Singler
Den første sang på den originale udgave af After School Session, der blev udgivet, var "Wee Wee Hours", der var udgivet i juli 1955 som B-siden af " Maybellene", der nåede nummer 10 på Billboard magazine's R&B Singles hitlisten. Den næste sang, der blev udgivet, var "Together We Will Always Be", der udkom som B-siden til "Thirty Days" i september 1955. De næste to sange, der blev udgivet, var "No Money Down" sammen med "Down Bound Train" i december 1955, hvor førstnævnte toppede som nummer 8 på R&B Singles-hitlisten. I maj 1956 blev "Drifting Heart" udgivet som B-siden til " Roll Over Beethoven ". Berrys næste single, "Too Much Monkey Business" med B-siden "Brown Eyed Handsome Man", blev udgivet i september 1956; disse sange nåede henholdsvis nummer 4 og nummer 5 på R&B Singles-hitlisten. "Havana Moon" blev udgivet i november 1956 som B-side til "You Can't Catch Me". Den sidste single fra albummet, der blev udgivet, var "School Days (Ring Ring Goes the Bell)" med "Deep Feeling" som B-side. Denne single blev udgivet i marts 1957, og nåede nummer 1 på R&B-singlehitlisten og nummer 3 på Hot 100.

## Indhold
Alle sange skrevet og komponeret af Chuck Berry. 
| 1. | "School Days"                 | 2:43 |
| 2. | "Deep Feeling"                | 2:21 |
| 3. | "Too Much Monkey Business"    | 2:56 |
| 4. | "Wee Wee Hours"               | 3:05 |
| 5. | "Roly Poly (aka Rolli Polli)" | 2:51 |
| 6. | "No Money Down"               | 2:59 |

| 7.            | "Brown Eyed Handsome Man"      | 2:19  |
| 8.            | "Berry Pickin'"                | 2:33  |
| 9.            | "Together (We Will Always Be)" | 2:39  |
| 10.           | "Havana Moon"                  | 3:09  |
| 11.           | "Downbound Train"              | 2:51  |
| 12.           | "Drifting Heart"               | 2:50  |
| Total længde: | Total længde:                  | 33:16 |

| 1.            | "You Can't Catch Me"              | 2:44  |
| 2.            | "Thirty Days (To Come Back Home)" | 2:25  |
| 3.            | "Maybellene"                      | 2:19  |
| Total længde: | Total længde:                     | 40:44 |

## Medvirkende

### Musikere
- Chuck Berry – steelguitar på "Deep Feeling", vokal, guitar
- Johnnie Johnson – klaver
- Willie Dixon – bas
- Fred Below – trommer
- L.C. Davis – tenorsaxofon på "Too Much Monkey Business" og "Drifting Heart"
- Jasper Thomas – trommer
- Ebby Hardy – trommer
- Otis Spann – klaver
- Jimmy Rogers – guitar
- Jerome Green – maracas på "Maybellene"

### Teknikere
- Leonard Chess – producer
- Phil Chess – producer
- Andy McKaie – genudgivelsesproducent
- Erick Labson – digital remastering
- Vartan – art direction
- Don Snowden – liner noter